# Излом времени
Излом времени (англ. A Wrinkle in Time) — американский научно-фэнтезийный приключенческий фильм студии Walt Disney Pictures, снятый по мотивам книги «Трещина во времени» американской писательницы Мадлен Л’Энгл. Сценарий к фильму написан Дженнифер Ли, известной по сценарию к самому кассовому (на июль 2018 года) мультфильму в истории — «Холодному сердцу».
Картина вышла на экраны 9 марта 2018 года в США, в России — 8 марта.

## Сюжет
Чета Мёрри открывает процесс тессеризации — способа перемещения в пространстве, при котором можно за одно мгновение преодолевать огромные расстояния. Возможными такие путешествия делает пятое измерение, известное как тессеракт, и это нечто, что выходит за рамки общепринятого представления об устройстве пространства и времени. Спустя четыре года после того, как отец юной Мэг Мёрри Алекс бесследно исчез во время одного из своих научных экспериментов, она отправляется на его поиски вместе с одноклассником Кельвином О’Кифом, младшим братом Чарльзом и астральными путешественниками на далёкую планету Уриэль (Uriel). Их ждёт увлекательное путешествие по странным и таинственным мирам, но только Мэг может спасти мир от опасности, ослабить силы тьмы во Вселенной и освободить отца, пойманного в ловушку на тёмной планете Камазотц (Camazotz).

## В ролях
- Сторм Рид  — Маргарет «Мэг» Мёрри
- Дерик Маккейб — Чарльз Уоллес Мёрри
- Леви Миллер — Кельвин О' Киф
- Крис Пайн — доктор Александр «Алекс» Мёрри
- Опра Уинфри — миссис Тоесть
- Риз Уизерспун — миссис Чтотут
- Минди Калинг — миссис Ктоэто
- Гугу Мбата-Роу — доктор Кейт Мерри
- Майкл Пенья — Алый
- Зак Галифианакис — Счастливый Медиум
- Роуэн Бланчард — Вероника Кили
- Андре Холланд — директор Дженкинс
- Беллами Янг — женщина с Камазотца
- Уилл Маккормак — ревнивый учитель
- Лирик Уилсон — маленькая Мэг
- Дэвид Ойелоуо — истинная дьявольская форма Алого
- Конрад Робертс — элегантный мужчина, сосед и друг Чарльза Уоллеса
- Иветт Кейсон — учительница сплетница
- Уилл Маккормак — Учитель, ещё один сплетник и ревнивец
- Дэниэл Макферсон — мистер О’Киф, отец Кельвина

## Саундтрек
28 сентября 2017 года германо-персидский композитор Рамин Джавади (известный по музыке к фильмам «Варкрафт», «Железный человек», а также телесериалам «Игра престолов» и «Мир Дикого запада») был анонсирован в качестве автора музыки фильма, вместо ранее запланированного британского музыканта Джонни Гринвуда из группы Radiohead. 20 февраля 2018 года был анонсировано, что альбом-саундтрек A Wrinkle in Time будет включать таких исполнителей как Шаде Аду (Sade, песня «Flower of the Universe»), Сия («Magic»), Кейлани («Let Me Live»), Chloe x Halle («Warrior»), Freestyle Fellowship («Park Bench People»), DJ Khaled и Деми Ловато («I Believe»).
Walt Disney Records выпустила саундтрек через стриминговые службы 9 марта 2018 года, а на физических носителях (CD) выход запланирован на 30 марта.
Список 22 треков официального саундтрека по данным сетевых изданий PRNewswire.com и Complex.com:
| №   | Название                                 | Исполнители                       | Длительность |
| --- | ---------------------------------------- | --------------------------------- | ------------ |
| 1.  | «Flower of the Universe» (No I.D. Remix) | Sade                              | 4:07         |
| 2.  | «I Believe»                              | DJ Khaled при участии Деми Ловато | 3:45         |
| 3.  | «Magic»                                  | Sia                               | 3:30         |
| 4.  | «Let Me Live»                            | Kehlani                           | 3:17         |
| 5.  | «Warrior»                                | Chloe x Halle                     | 3:40         |
| 6.  | «Park Bench People»                      | Freestyle Fellowship              |              |
| 7.  | «Flower of the Universe»                 | Sade                              | 3:49         |
| 8.  | «A Wrinkle in Time»                      |                                   |              |
| 9.  | «Mrs. Whatsit, Mrs. Who and Mrs. Which»  |                                   |              |
| 10. | «Darkness Across the Universe»           |                                   |              |
| 11. | «Touch the Stars»                        |                                   |              |
| 12. | «Happy Medium»                           |                                   |              |
| 13. | «Camazotz»                               |                                   |              |
| 14. | «Home»                                   |                                   |              |
| 15. | «Uriel»                                  |                                   |              |
| 16. | «Is This a Dream?»                       |                                   |              |
| 17. | «Forgive Me»                             |                                   |              |
| 18. | «Be a Warrior»                           |                                   |              |
| 19. | «Tap Into Your Mind»                     |                                   |              |
| 20. | «Tesseract»                              |                                   |              |
| 21. | «Sorry I'm Late»                         |                                   |              |
| 22. | «The Universe Is Within All of Us»       |                                   |              |

| Песня                              | Исполнитель   |
| ---------------------------------- | ------------- |
| «Tap Into Your Mind»               | Ramin Djawadi |
| «Is Tthis a Dream?»                | Ramin Djawadi |
| «Sorry I’m Late»                   | Ramin Djawadi |
| «Uriel»                            | Ramin Djawadi |
| «Camazotz»                         | Ramin Djawadi |
| «Home»                             | Ramin Djawadi |
| «A Wrinkle in Time»                | Ramin Djawadi |
| «Tesseract»                        | Ramin Djawadi |
| «Forgive Me»                       | Ramin Djawadi |
| «Be a Warrior»                     | Ramin Djawadi |
| «Happy Medium»                     | Ramin Djawadi |
| «Darkness Across the Universe»     | Ramin Djawadi |
| «Mrs.Whatsit,Who and Mrs.Which»    | Ramin Djawadi |
| «The Universe Is Within All of Us» | Ramin Djawadi |
| «Touch the Stars»                  | Ramin Djawadi |

## Производство
Компания Walt Disney Pictures сохранила за собой права на экранизацию произведения 1962 года «Трещина во времени» Мадлен Л’Энгл, которое ранее было экранизировано как телевизионный фильм, вышедший в 2003 году. После финансового успеха фильма Тима Бёртона «Алиса в стране чудес» (2010) компания наняла Джеффа Стокуэлла для написания сценария для продюсера Кэри Граната, который ранее занимался производством для Walt Disney Pictures фильмов «Хроники Нарнии» и «Мост в Терабитию».
Бюджет проекта должен был составить 35 миллионов долларов.
5 августа 2014 года было объявлено, что новым сценаристом фильма станет Дженнифер Ли, которая сменит Стокуэлла, написавшего черновой вариант сценария.
8 февраля 2016 года стало известно, что должность режиссёра была предложена Аве ДюВерней снять фильм, и позже в том же месяце её назначение подтвердилась.
Она стала первой женщиной не с белым цветом кожи, взятой для постановки художественного фильма с бюджетом, превысившим 100 миллионов долларов.
Такое решение получило положительные отклики в медиаиндустрии. Опра Уинфри выразила восхищение по этому поводу, потому что это было шагом к преодолению барьеров для темнокожих людей в киноиндустрии.

### Съёмки фильма
Основные съёмки фильма начались 2 ноября 2016 года в Лос-Анджелесе.
Тобиас Э. Шлисслер выступил в качестве оператора картины, Наоми Шохан в качестве режиссера-постановщика, Пако Дельгадо в качестве дизайнера костюмов и Рич Макбрайд в качестве главного разработчика визуальных эффектов.
После Лос-Анджелеса производство переехало в Новую Зеландию на две недели. В течение последних двух недель февраля 2017 года съёмки велись в Центральном Отаго, Новая Зеландия.
Актёры и съёмочная группа находились в Новой Зеландии в течение двух недель, чтобы снимать сцены в Южных Альпах, в том числе на станции Хантер-Вэлли недалеко от озера Хавеа.
Съёмки завершились на Южном острове Новой Зеландии.

## Критика
На сайте Rotten Tomatoes фильм получил рейтинг 42 % на основании 306 рецензий критиков и среднюю оценку 5,26 из 10.
На сайте Metacritic, фильм набрал 53 балла из 100, основываясь на 52 отзывах, что указывает на «смешанные или средние отзывы».
Зрители, опрошенные CinemaScore, дали фильму среднюю оценку «B» от A + до F, в то время как PostTrak сообщил, что фанаты кино дали ему 75 % положительного результата; Аудитория в возрасте до 18 лет поставила ему средний балл «А-» и положительный балл 89 %.